# STOL

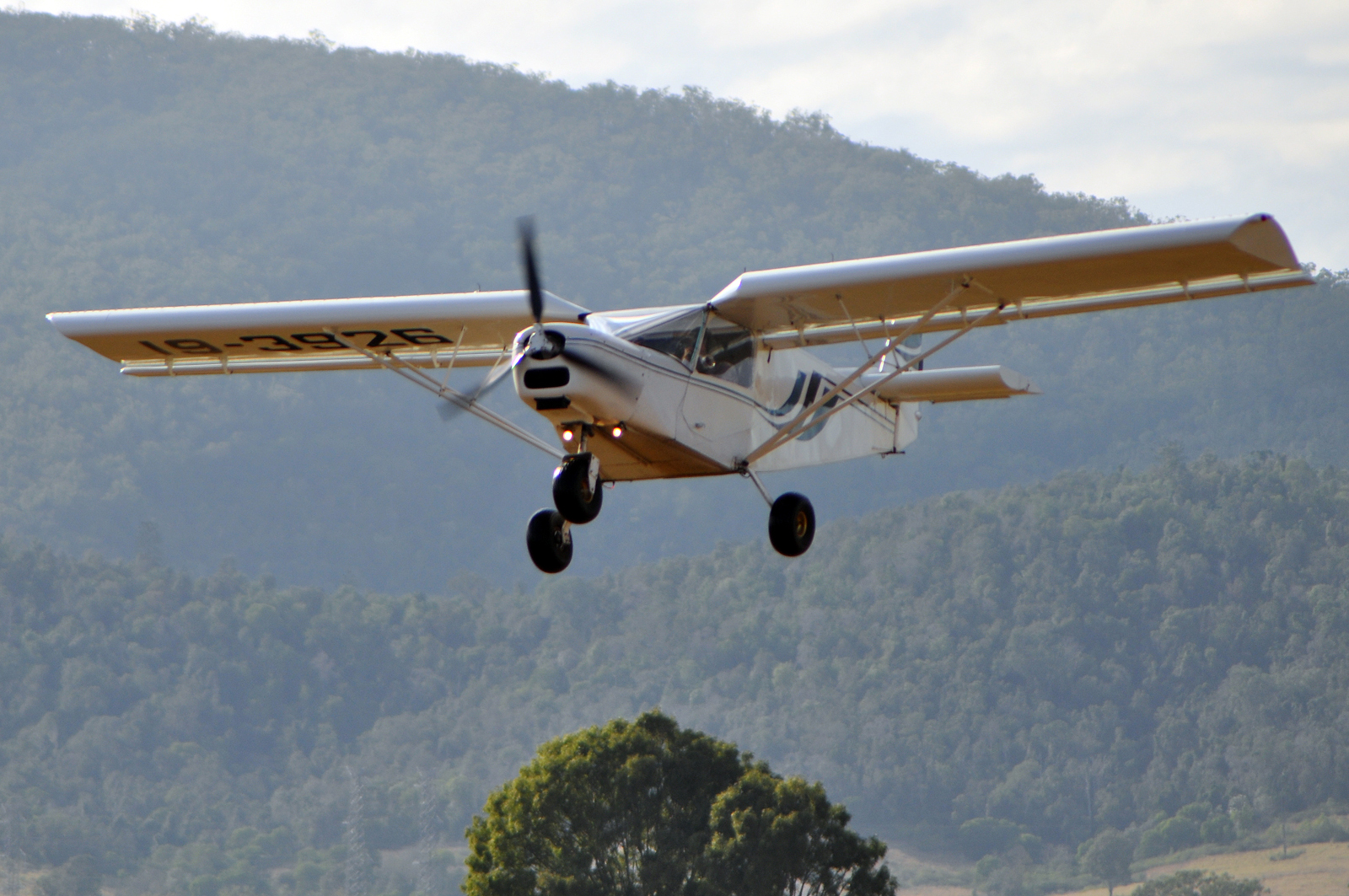
Aeronave STOL Zenith STOL CH 701.

STOL é um acrónimo em inglês  Short Take-off and Landing , em português "Decolagem e Aterragem Curta", que caracteriza o processo de operações de aviões em pistas de menor comprimento.

## Características

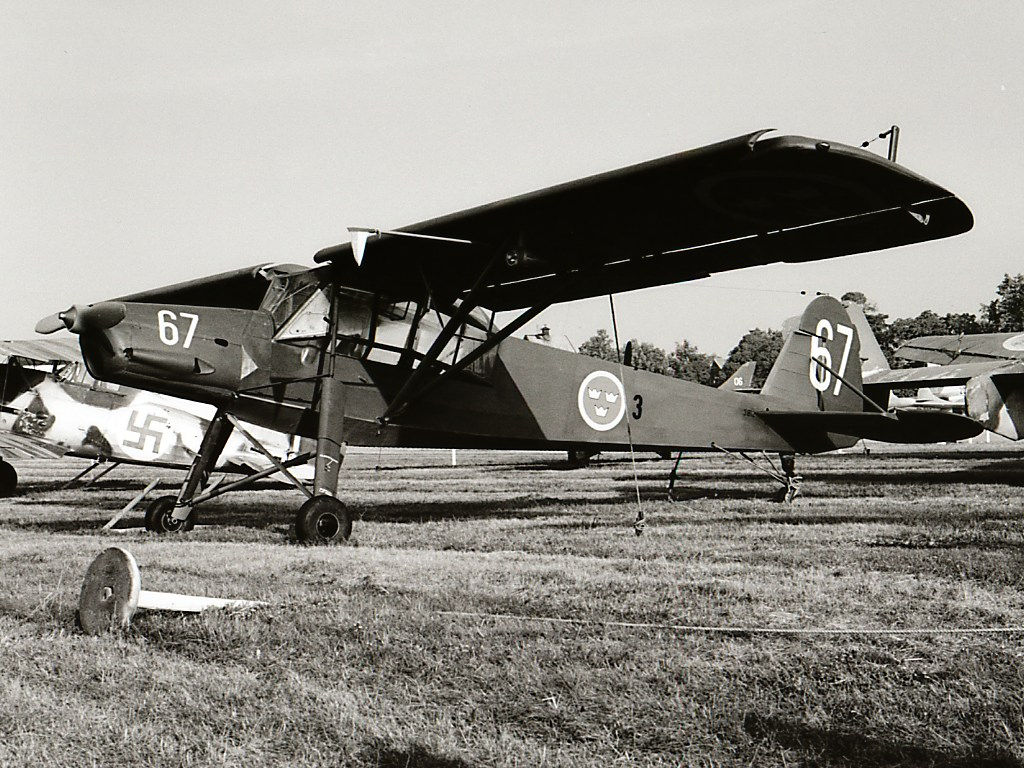
Fieseler Fi 156 Storch, primeiro STOL produzido.

Além da STOL, existem outros tipos de operações de pouso e decolagem, que são a CTOL - Operação convencional , VTOL - Decolagem e pouso na vertical; CATOBAR, operações por catapultas em porta-aviões, STOVL - decolagem curta e pouso na vertical; VTOHL - decolagem vertical e aterragem horizontal; V/STOL - decolagem e aterragem vertical ou em espaço reduzido; STOBAR - decolagem curta e recuperação por arresto; ZLTO - aviões lançados por foguetes, com pouso convencional.   
A STOL é realizada em pistas extremamente curtas, podendo ser até de 18 metros, e que são construídas em locais de difícil acesso, como montanhas, pequenas ilhas, florestas, terrenos acidentados ou encravados. 
Além da aeronave ser especialmente projetada para essas operações, como asas maiores, o piloto deve ser treinado para operar em tais situações, como utilizar dispositivos hipersustentadores e baixar o flap totalmente, a fim de aumentar a curva das asas.
Normalmente aviões STOL são de pequeno tamanho, porém há raros casos de aeronaves grandes e a jato, especialmente militares, com tais características. É o caso do Boeing YC-14 e do Antonov AN-72. O primeiro nunca passou do projeto e o segundo foi vendido a vários países. 